# Mauves-sur-Loire
Mauves-sur-Loire è un comune francese di 3 061 abitanti situato nel dipartimento della Loira Atlantica nella regione dei Paesi della Loira.
La chiesa parrocchiale presente sul territorio comunale è stata progettata dagli architetti Louis-Prudent e Constant Douillard.

## Società

### Evoluzione demografica
Abitanti censiti